# Kenta Matsuda
Kenta Matsuda (japanisch 松田 賢太 Matsuda Kenta; * 22. August 1984 in Ofunato) ist ein ehemaliger japanischer Fußballspieler.

## Karriere
Matsuda erlernte das Fußballspielen in der Schulmannschaft der Morioka Commercial High School und der Universitätsmannschaft der Hachinohe-Universität. Seinen ersten Vertrag unterschrieb er 2007 bei Grulla Morioka. Am Ende der Saison 2013 stieg der Verein in die J3 League auf. Für den Verein absolvierte er 156 Ligaspiele. Ende 2016 beendete er seine Karriere als Fußballspieler.